# Pleurona sirenia
Pleurona sirenia là một loài bướm đêm trong họ Erebidae.